# Eparchia di Mandya
L'eparchia di Mandya (in latino: Eparchia Mandiensis) una sede della Chiesa cattolica siro-malabarese in India suffraganea dell'arcieparchia di Tellicherry. Nel 2021 contava 90.160 battezzati. È retta dall'eparca Sebastian Adayanthrath.

## Territorio
L'eparchia estende la sua giurisdizione sui fedeli della Chiesa cattolica siro-malabarese nella parte meridionale dello stato indiano del Karnataka, e precisamente:
- i distretti di Mandya, Mysore, Chamrajnagar e Hassan nella divisione di Mysore;[1]
- e i distretti di Bangalore urbano, Bangalore rurale, Chickballapur, Kolar, Ramanagara e Tumkur nella divisione di Bangalore.[2]

Sede eparchiale è la città di Mandya, mentre nei pressi di Mysore, a Hinkal, si trova la cattedrale del Bambin Gesù.
Il territorio è suddiviso in 34 parrocchie.

## Storia
L'eparchia è stata eretta con decreto dell'arcivescovo maggiore Varkey Vithayathil il 18 gennaio 2010, ricavandone il territorio dall'eparchia di Mananthavady.
Il 26 agosto 2015 il territorio dell'eparchia si è ingrandito con l'aggiunta di altri distretti civili dello stato del Karnataka.

## Cronotassi degli eparchi
Si omettono i periodi di sede vacante non superiori ai 2 anni o non storicamente accertati.
- George Njaralakatt (18 gennaio 2010 - 29 agosto 2014 nominato arcieparca di Tellicherry)
- Antony Kariyil, C.M.I. (26 agosto 2015 - 30 agosto 2019 nominato vicario dell'arcivescovo maggiore per l'arcieparchia di Ernakulam-Angamaly[4])
- Sebastian Adayanthrath, dal 30 agosto 2019

## Statistiche
L'eparchia nel 2021 contava 90.160 battezzati.
| anno | popolazione | popolazione | popolazione | presbiteri | presbiteri | presbiteri | presbiteri                | diaconi | religiosi | religiosi | parrocchie |
| anno | battezzati  | totale      | %           | numero     | secolari   | regolari   | battezzati per presbitero | diaconi | uomini    | donne     | parrocchie |
| ---- | ----------- | ----------- | ----------- | ---------- | ---------- | ---------- | ------------------------- | ------- | --------- | --------- | ---------- |
| 2010 | 5.000       | ?           | ?           | 101        | 4          | 97         | 49                        |         | 98        | 177       | 3          |
| 2012 | 5.000       | ?           | ?           | 133        | 9          | 124        | 37                        |         | 149       | 164       | 7          |
| 2013 | 5.000       | ?           | ?           | 133        | 9          | 124        | 37                        |         | 149       | 164       | 7          |
| 2016 | 85.100      | ?           | ?           | 174        | 43         | 131        | 489                       |         | 131       | 170       | 8          |
| 2019 | 88.300      | ?           | ?           | 302        | 54         | 248        | 292                       |         | 463       | 400       | 34         |
| 2021 | 90.160      | ?           | ?           | 292        | 44         | 248        | 308                       |         | 467       | 400       | 34         |